# Jason Lewis (politico)
Jason Mark Lewis (Waterloo, 23 settembre 1955) è un politico statunitense, membro della Camera dei Rappresentanti per lo stato del Minnesota dal 2017 al 2019.

## Biografia
Nato in Iowa, dopo gli studi in scienze politiche all'Università del Colorado di Denver, Lewis lavorò come conduttore radiofonico in stazioni del Minnesota e della Carolina del Nord. Il suo show, trasmesso in syndication, lo fece conoscere al pubblico come commentatore politico di stampo conservatore.
Entrato ufficialmente in politica con il Partito Repubblicano, nel 1990 si candidò alla Camera dei Rappresentanti per lo stato del Colorado, ma venne sconfitto dal deputato democratico in carica David Skaggs.
Ventisei anni dopo, nel 2016, si candidò alla Camera per una circoscrizione dello stato del Minnesota e riuscì a farsi eleggere, sconfiggendo di misura la candidata democratica Angie Craig. Lewis approdò così al Congresso, configurandosi come uno dei repubblicani più in linea con le posizioni di Donald Trump. Due anni più tardi Lewis si candidò per la rielezione, trovandosi a concorrere nuovamente contro la Craig che questa volta lo sconfisse con un margine di scarto di sei punti percentuali, costringendolo a lasciare il seggio dopo un solo mandato.